# Amhara (region)
Amhara-regionen (Amharisk: አማራ ክልል), officielt  (Amharic  የአማራ ብሔራዊ ክልላዊ መንግሥት) er en regional stat i det nordlige Etiopien og hjemlandet for folkene Amhara, Awi, Xamir, Argobba og Qemant. Regionshovedstaden  er byen Bahir Dar, som er sæde for Amharas regionale regering. Amhara er stedet for den største sø i Etiopien, Tana-søen (som er kilden til Den Blå Nil) og Semien Mountains Nationalpark (som omfatter Ras Dashan, det højeste punkt i Etiopien). Amhara grænser til Sudan i vest og nordvest og de etiopiske regioner: Tigray mod nord, Afar mod øst, Benishangul-Gumuz mod vest og sydvest, og Oromia mod syd. I Amhara ligger byerne: Bahir Dar, Dessie, Gonder, Debre Birhan, Debre Tabor, Kombolcha, Weldiya, Debre Markos, Seqota, Kobo, Metema.

## Historie
Under det etiopiske imperium omfattede Amhara adskillige provinser (såsom Bete Amhara, Gojjam, Gonder, Angot, Dembiya, Shewa og Lasta), hvoraf de fleste blev styret af indfødte Ras eller Negus (titler). Den nuværende Amhara-region svarer til ofte store dele af de tidligere provinser Begemder, Dembiya, Angot, Bete Amhara, Gojjam og Shewa. Med fremkomsten af det salomoniske dynasti i 1270 under kejser Yekuno Amlak  og indtil etableringen af Gondar som den nye kejserlige hovedstad omkring 1600, var Debre-Birhan til Mekane-Selassie-regionen den primære Shewane-selassie region. Denne periode er mest betydningsfuld for dannelsen af den middelalderlige etiopiske stat, udbredelsen og konsolideringen af etiopisk-ortodoks kristendom (ved at følge Zagwe- kongernes eksempel med hensyn til at bevare den axumitiske arv) og udbrede sig til kerneprovinserne (udover Tigray/Eritrea og Lastajahara, Betej Amhara, Betej Amhara, Bederm), Shewa, Gafat og Damot.
Regionens nedskrevne historie går tilbage til begyndelsen af det 13. århundrede. For eksempel blev St. George's Kirke i byen Woreilu  grundlagt omkring 1200.

### Det 21. århundrede
Efter de sociale bevægelser i 2014-2017 udviklede amhara-nationalismen sig stærkt i regionen, med diskussioner om magtbalance mellem eliter og territoriale krav. Adskillige lokale politikere, såsom Dejene Maru støttet af general Asaminew Tsige, der havde kontrol over væbnede fraktioner.
Den 22. juni 2019 forsøgte dele af regionens sikkerhedsstyrker et kup mod den regionale regering, hvorunder præsidenten for Amhara-regionen, Ambachew Mekonnen, blev myrdet. En bodyguard, der støttede de nationalistiske fraktioner, myrdede general Se'are Mekonnen – chefen for generalstaben for den etiopiske nationale forsvarsstyrke – samt hans assistent, generalmajor Gizae Aberra. Premierministerens kontor beskyldte brigadegeneral Asaminew Tsige, der var leder af Amhara-regionens sikkerhedsstyrker, for at stå i spidsen for komplottet, og Tsige blev skudt og dræbt af politiet nær Bahir Dar den 24. juni.
I april 2023 opstod der en strid mellem den føderale regerings regionale specialstyrker og Fano-militsenheder, hvilket førte til store protester i Gondar, K, Seqota og Weldiya den 9. april. Yderligere oprør eskalerede mellem de to krigsførende parter, hvilket resulterede i krigen i Amhara. Siden august 2023 har Fano-militante og ENDF-tropper med mellemrum kontrolleret det meste af regionen, hvilket har ført til store krænkelser af  menneskerettighederne og efterfølgende undtagelsestilstand. Siden krigens udbrud har regionen oplevet interne fordrivelser, udenretslivge drab og omfattende materielle skader. Ifølge rapporter fra den etiopiske menneskerettighedskommission (EHRC) blev 45 civile dræbt i Amhara-regionen af sikkerhedsstyrker for angiveligt at have støttet Fano i slutningen af januar 2024. 

## Geografi
I Amhara-regionen ligger fem søer: Tana-søen, Hayqsøen, Hardibosøen, Zengena-søen og Tirba-søen.
Ifølge den etiopiske regerings hjemmeside modtager Amhara-højlandet 80 % af Etiopiens samlede årlige nedbør og er landets mest frugtbare og klimatisk gæstfrie region. Tanasøen er ved Bahir Dar, kilden til den Blå Nil. Når den Blå Nils strømning, i regntiden fra juni til september,  er maksimal,  leverer den omkring to tredjedele af vandet fra selve Nilen. Indtil færdiggørelsen af Aswan-dæmningen i Egypten i 1970 forårsagede den Blå Nil sammen med Atbara-floden nord for den (som også løber ud af det etiopiske højland) årlige Nil-oversvømmelser, der bidrog til Nildalens frugtbarhed. Dette hjalp fremkomsten af den gamle egyptiske civilisation, hvilket igen muliggjorde udviklingen af egyptisk mytologi.

### Tana-søen
I Tanasøen ligger adskillige øer, hvis antal varierer afhængigt af vandstanden i søen. (I løbet af de sidste 400 år er vandstanden faldet med omkring 2 meter.) I begyndelsen af det 17. århundrede var der ifølge en samtidig rapport fra Manoel de Almeida, en portugisisk missionær, 21 øer, som han beskrev som "tidligere store, men nu meget formindskede", og syv eller otte af dem havde klostre på sig. I slutningen af det 18. århundrede besøgte James Bruce området og bemærkede, at selvom de lokale fortalte, at der var 45 beboede øer, mente han, at "tallet kan være omkring elleve". En beretning fra midten af det tyvende århundrede rapporterede 37 øer og sagde, at 19 af dem var de nuværende eller tidligere steder for enten klostre eller kirker.
Søøerne var hjemsted for gamle etiopiske kejsere. Den etiopiske kirkes skatte opbevaredes i de isolerede ø-klostre (bl.a. Kebran Gabriel, Ura Kidane Mehret, Narga Selassie, Daga Estifanos, Medhane Alem af Rema, Kota Maryam og Mertola Maryam). Liget af Yekuno Amlak er begravet i klostret St. Stephen på Dagaøen; andre kejsere, hvis grave er på Daga, er Dawit 1., Zara Yaqob, Za Dengel og Fasilides . Andre vigtige øer i Tanasøen er Dek, Mitraha, Gelila Zakarias, Halimun og Briguida.
I slutningen af det 20. århundrede skrev forskeren Paul B. Henze, at han blev vist en klippe på øen Tana Qirqos og fik at vide, at det var der, Jomfru Maria havde hvilet under sin rejse tilbage fra Egypten. Han fik også at vide, at Sankt Frumentius, biskoppen der er kendt for at introducere kristendommen til Etiopien, "angiveligt var begravet på Tana Cherqos".

## Demografi
Baseret på folketællingen fra 2007, udført af Etiopiens centrale statistiske agentur (CSA), har Amhara-regionen en befolkning på 17.221.976. 8.641.580 var mænd og 8.580.396 kvinder; bybefolkningen udgør 2.112.595 eller 12,27% af befolkningen. For hele regionen blev der talt 3.983.768 husstande, hvilket resulterer i et gennemsnit for regionen på 4,3 personer pr. husstand, hvor byhusstande i gennemsnit har 3,3 og landhusstande 4,5 personer.  Den forventede befolknings pr. 2022 var 32.134.988. 